# Pořád to platí 1968–1989
Pořád to platí 1968–1989 je albový kompilační komplet šesti CD Michala Prokopa a Framus 5, který vyšel 15. června 2008 ve vydavatelství Supraphon. K některým albům byly přidány také bonusy v podobě nahrávek z doby vzniku alba, které se ale na původní LP nedostaly.

## Písničky
1. Blues in Soul
  1. Got My Mojo Working
  2. Why Am I Treated So Bad?
  3. Around And Around
  4. Nobody Knows You When You're Down and Out
  5. Blues in Soul
  6. What'd I Say
  7. I Believe to My Soul
  8. Keep q Light in the Windows
  9. If You Need Me
  10. Some Day Baby
  11. Hold on I'm Coming
  12. In the Midnight Hour
  13. Ton of Joy
  14. Mojo Mama
  15. Don't Set Me Free
  16. Respect
  17. Work Song
  18. My Days Are Numbered
  19. Keep a Light in the Window
  20. Georgia on My Mind
2. Město ER
  1. Město ER
  2. Tys kámen
  3. Pláču
  4. Kapela
  5. Noc je můj den
  6. Perceptua
  7. Modrá ryba
  8. Co zbude z lásky
3. Holubí dante
  1. Prolog
  2. Kolik
  3. Noc je dlouhá
  4. Blues o víkendu, od kterého jsem si tolik sliboval
  5. Holubí dante
  6. Závrať
  7. Tvůj svět – tvé zázemí
  8. Všichni, kteří hráli s námi
  9. Všechno mi dej
  10. Vlasy
  11. Svítá
  12. Zvonky
  13. Za záclonou bytu č. 308
  14. Já báb rýbu
4. Kolej Yesterday
  1. Předehra 1984
  2. Hospoda Na věčnosti
  3. Stará píseň
  4. Blues pro poštovní doručovatelku
  5. Tramvaj
  6. Odjezd
  7. Blues milenců z kina Svět
  8. Bitva o Karlův most
  9. Kolej Yesterday
  10. V baru jménem Krásný ztráty
  11. Blues o spolykaných slovech
5. Nic ve zlým, nic v dobrým
  1. Yetti blues
  2. Zvedni kotvu, Ofélie
  3. Můj brácha Ing.
  4. Cokoli
  5. Mr. Sentiment /1900/
  6. Stínový divadlo
  7. Moje holka Kalamita
  8. Než přijde dcera z diskotéky
  9. Nic ve zlým, nic v dobrým
  10. Karyatidy
  11. Kamarádi
  12. Telefonní blues
  13. Yetti blues
6. Snad nám naše děti…
  1. Nitky
  2. Soukromá válka
  3. Nákupčí tajných lidských přání
  4. Podzimní
  5. Seriál
  6. Galilei
  7. Životopis
  8. Zastavte svět
  9. Snad nám naše děti prominou